# Manoir de la Poissonnière
Le manoir de la Poissonnière, est une construction datant du XIVe siècle situé sur la commune de Saint-Ouen-en-Belin, dans le département de la Sarthe, en France.

## Historique
Le lieu est cité sous le nom Poissonneria, en 1270.
Certaines dîmes semblent déjà mentionnées dans des Cartulaires utilisant ce patronyme dès 1260.
Ancien fief seigneurial de la paroisse de Saint-Ouen-en-Belin, la Poissonnière semble, au XIVe siècle, appartenir à la famille Cordeau, et passe, par le mariage de Jeanne Cordeau avec Olivier 1er Moreau, en 1393, dans la famille Moreau. Logis et terres resteront dans cette famille pendant près de quatre siècles.
Le manoir de la Poissonnière fait l'objet d'un classement au titre des monuments historiques, par arrêté du 9 novembre 1977.

## Description
Il consiste en une double plateforme ceinte de douves, la première supporte le logis et la chapelle attenante, la seconde comprend les bâtiments des communs, et autrefois, une tour et un colombier.

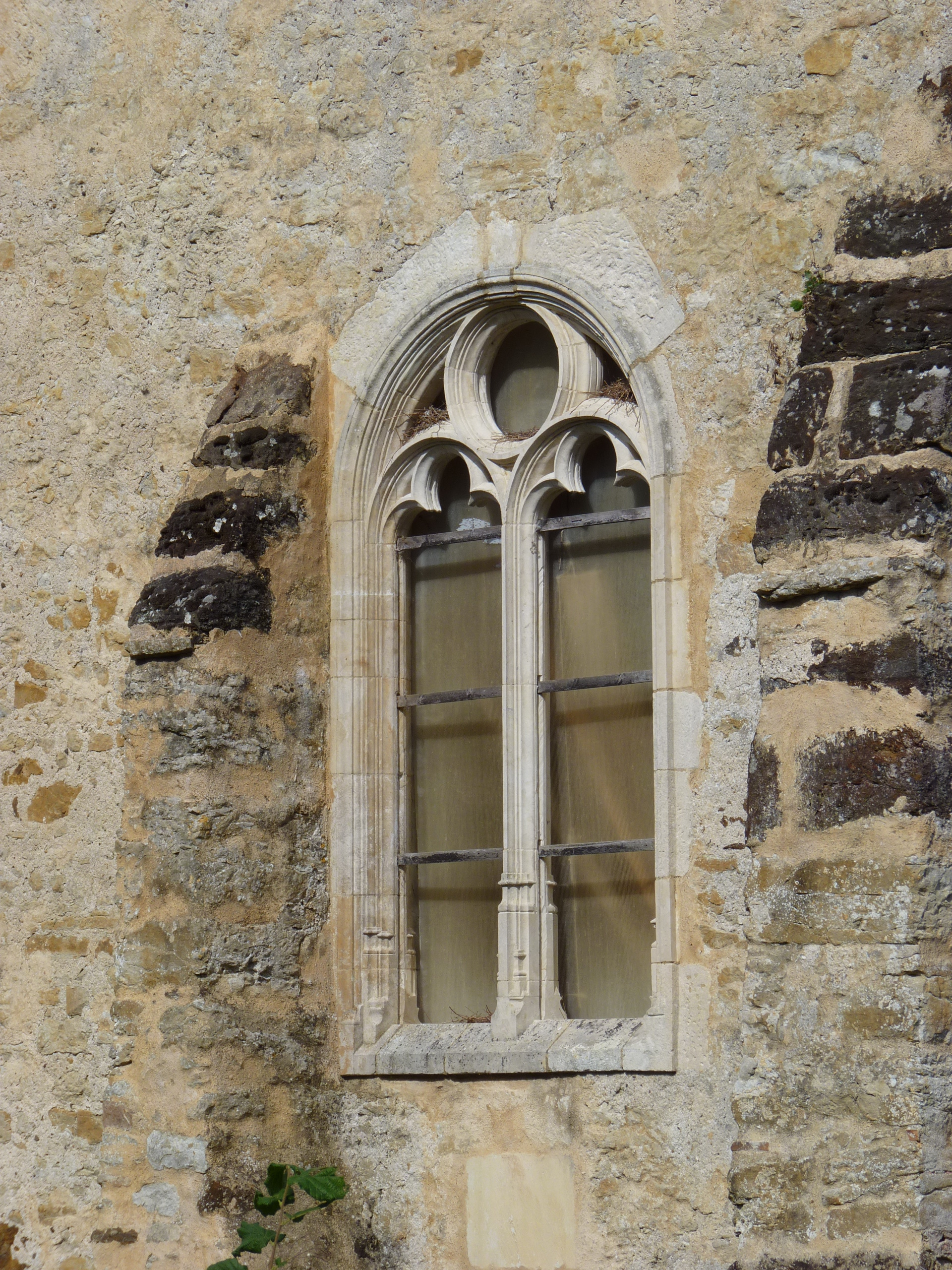
Baie géminée de la chapelle
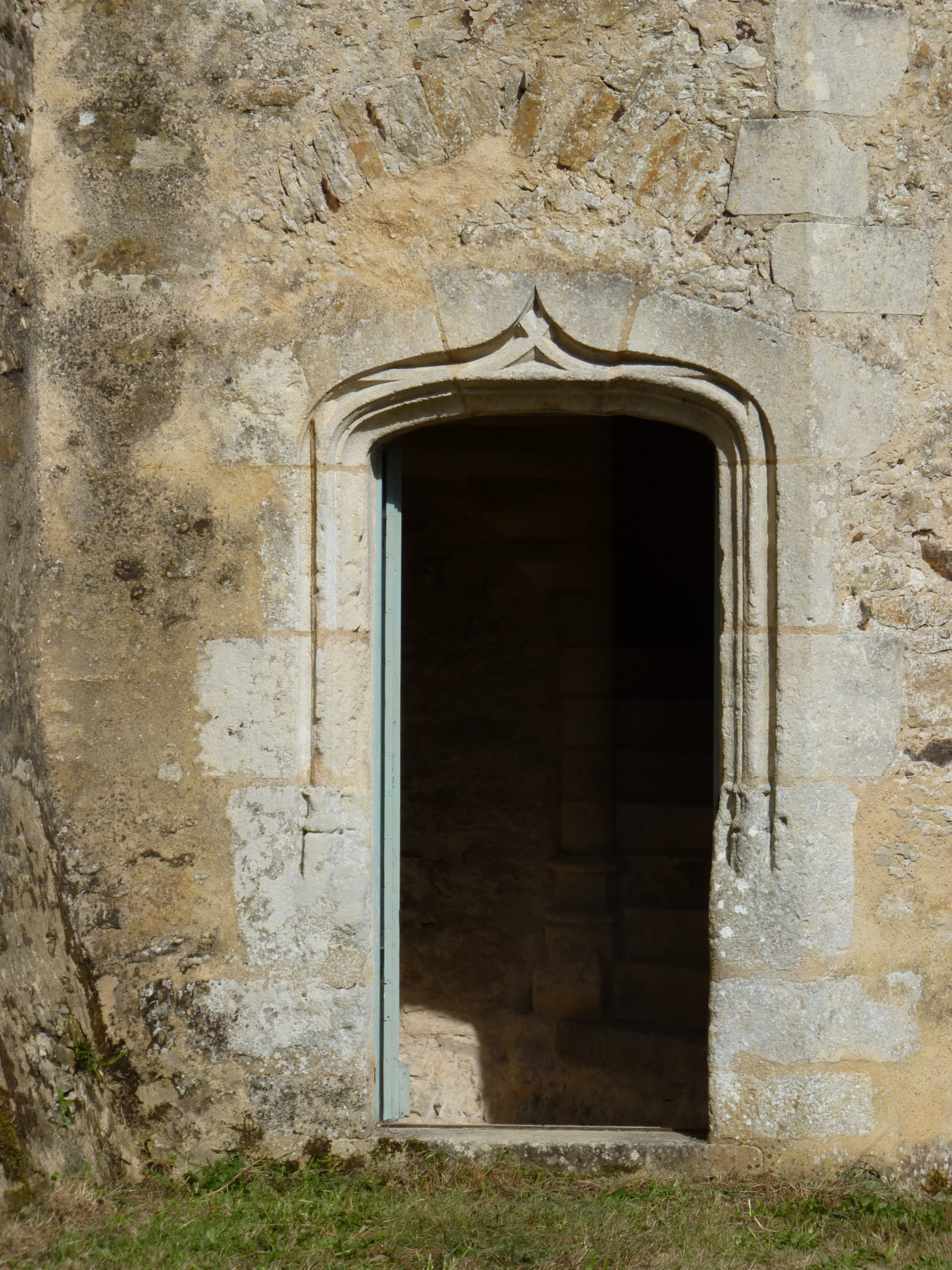
Porte de la tourelle d'escalier
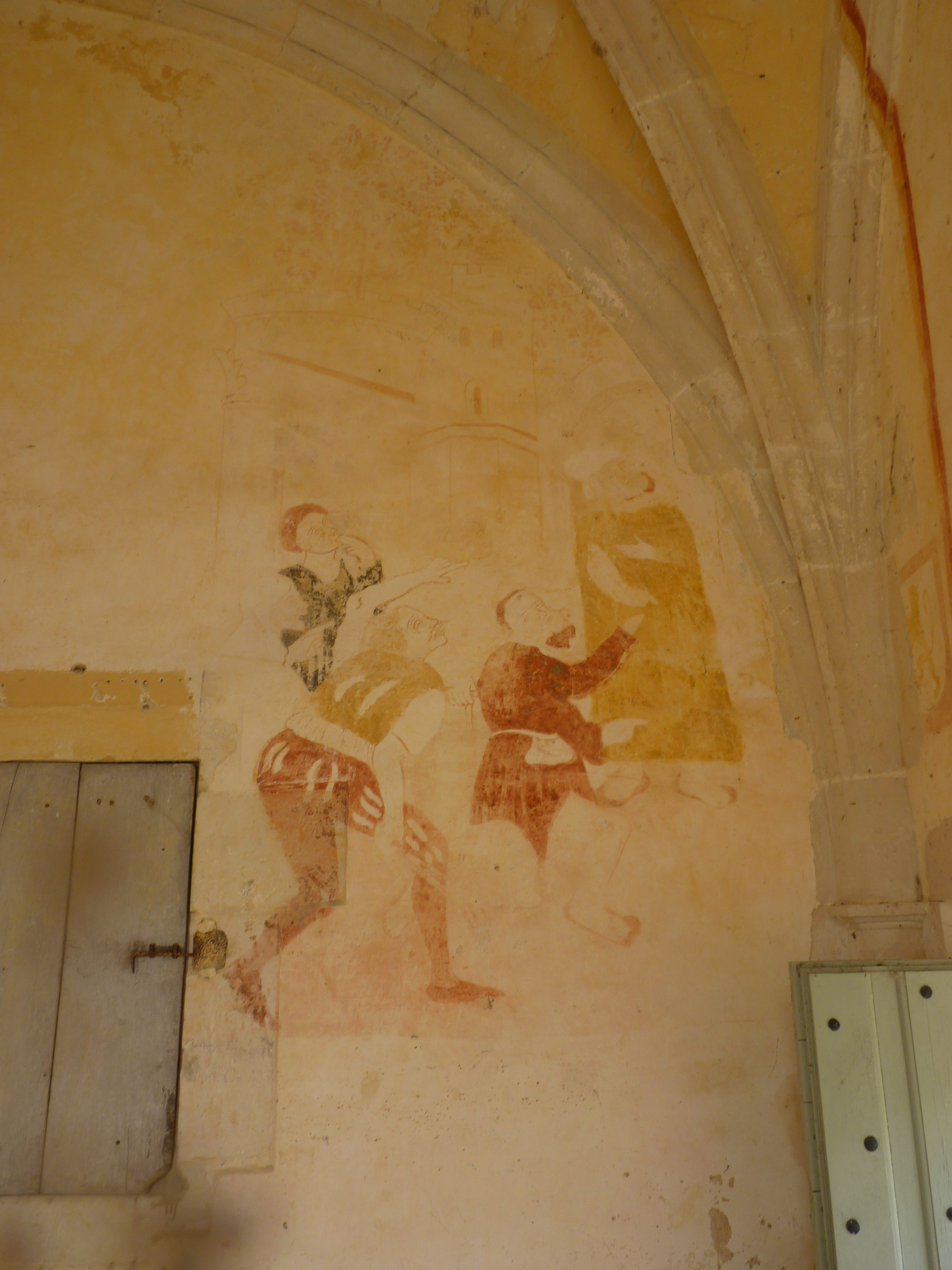
Peinture de la chapelle (XVe)
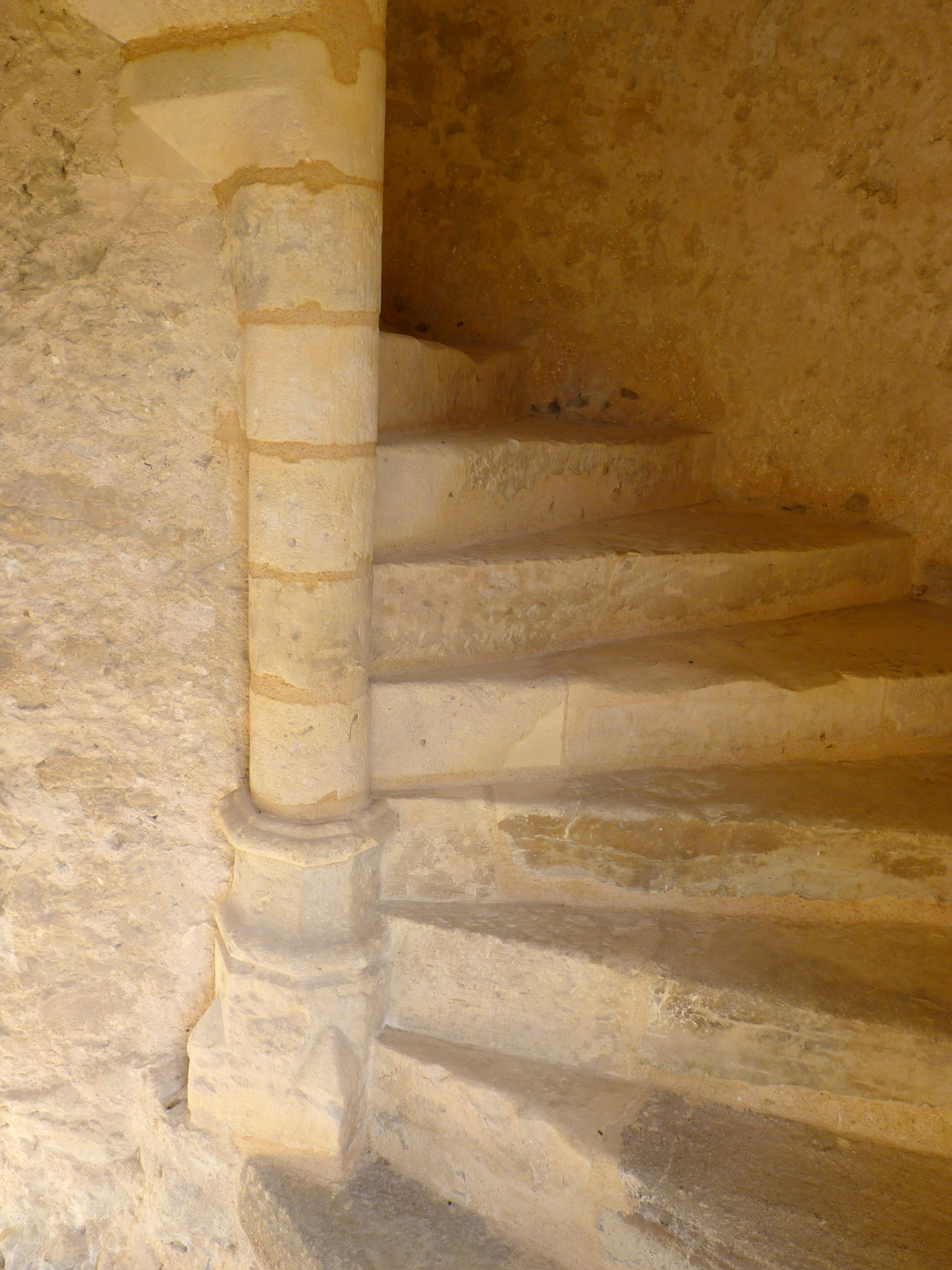
Noyau de l'escalier en vis

### Autres références
1. ↑  Thomas Cauvin, Géographie ancienne du diocèse du Mans, Institut des Provinces de France, 1845, 739 p. (lire en ligne), p. 462
2. ↑  Thomas Cauvin, Géographie ancienne du diocèse du Mans, Institut des Provinces de France, 1845, 739 p. (lire en ligne), p. 365
3. ↑  Julien-Rémy Pesche, Dictionnaire topographique, historique et statistique de la Sarthe (Volume 5), 1841, 827 p. (lire en ligne), p. 454
4. ↑  Notice no PA00109952, sur la plateforme ouverte du patrimoine, base Mérimée, ministère français de la Culture
5. ↑  Julien-Rémy Pesche, Dictionnaire topographique, historique et statistique de la Sarthe (Volume 5), 1841, 827 p. (lire en ligne), p. 455